# Кароле Тате
Кароле Тате (нід. Carole Thate, 6 грудня 1971) — нідерландська хокеїстка на траві.
Бронзова призерка Олімпійських Ігор 1996, 2000 років, учасниця 1992 року.
Чемпіонка Європи 1999 року.
Чемпіонка світу 1990 року, срібна призерка 1998 року.
Переможниця Трофею чемпіонів 2000 року, срібна призерка 1999 року, бронзова призерка 1991, 1997 років.